# Grant Golden (tennista)
Grant Golden (Chicago, 21 agosto 1929 – Glenview, 15 dicembre 2018) è stato un tennista statunitense.

## Carriera
Nei tornei dello Slam vanta come migliore risultato gli ottavi di finale raggiunti a Wimbledon 1952 e agli U.S. National Championships 1956 e 1958. Fece parte della squadra statunitense di Coppa Davis nel 1957 ottenendo due vittorie e una sconfitta.
Rappresentò gli Stati Uniti anche alle Maccabiadi del 1953 conquistando tre medaglie d'oro e ai giochi panamericani 1959 dove vinse due medaglie di bronzo.
Ottenne importanti successi nel doppio maschile, nel 1952 conquistò il torneo di Monte Carlo in coppia con Frank Sedgman mentre vinse tre titoli allo U.S. Men's Clay Court Championships con altrettanti partner diversi. Giocò ben quattro finali al torneo di Cincinnati vincendo tre titoli nel doppio maschile nelle edizioni 1956-57-58 e perdendo la finale del singolare nel 1957 contro il connazionale Tut Bartzen.